# 이석 (생물학)

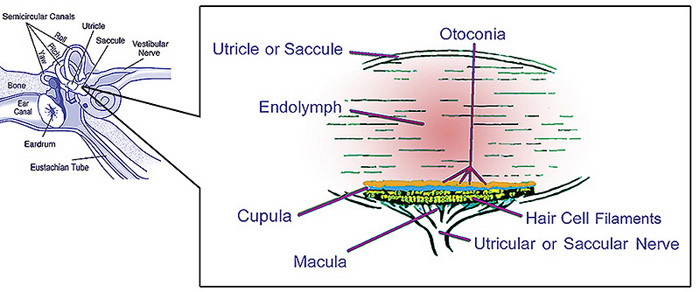

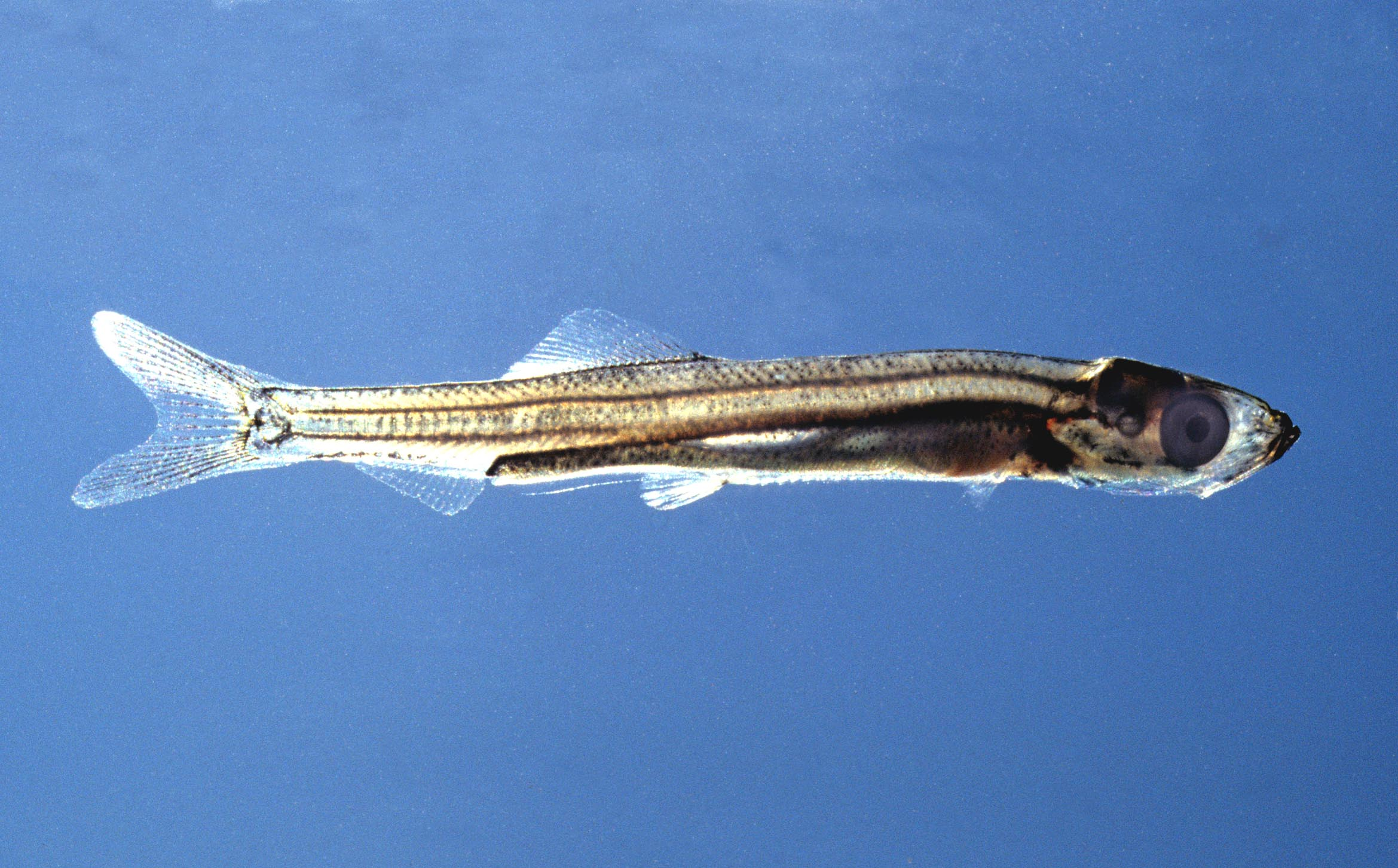

이석(耳石, Otolith), 귀돌, 평형모래, 평형석은 특히 척추동물의 전정계에서 속귀의 둥근주머니 또는 타원주머니의 탄산 칼슘 구조이다. 구형낭과 난형낭은 다시 말해 함께 이석기관을 만든다. 이 기관들은 인간을 포함한 생물이 수평과 수직으로(중력) 선형 가속도를 인지할 수 있게 한다. 멸종된 척추류와 현존하는 척추류 모두에서 식별되고 있다.

## 같이 보기
- 전정기관
- 안뜰신경
- 타원주머니